# Clifford Odets
Clifford Odets, född 18 juli 1906 i Philadelphia, Pennsylvania, död 18 augusti 1963 i Los Angeles, Kalifornien, var en amerikansk dramatiker, manusförfattare och regissör.

## Biografi
Odets var scenskådespelare från mitten av 1920-talet och blev under 1930-talet en av USA:s ledande dramatiker. Han producerade en rad pjäser tillsammans med den berömda Group Theater, såsom Waiting for Lefty (1935), Awake and Sing (1935), Golden Boy (1937) och The Country Girl (1950).
Bland hans filmmanus märks Generalen dog i gryningen (1936), Blott den som längtan känt... (1944; även regi), Humoresque (1947), Segerns sötma (1957) och Sensation på första sidan (1959; även regi).
Åren 1937-1940 var han gift med den österrikiska skådespelerskan Luise Rainer.